# Eberhard Diedrich Taube von Odenkat

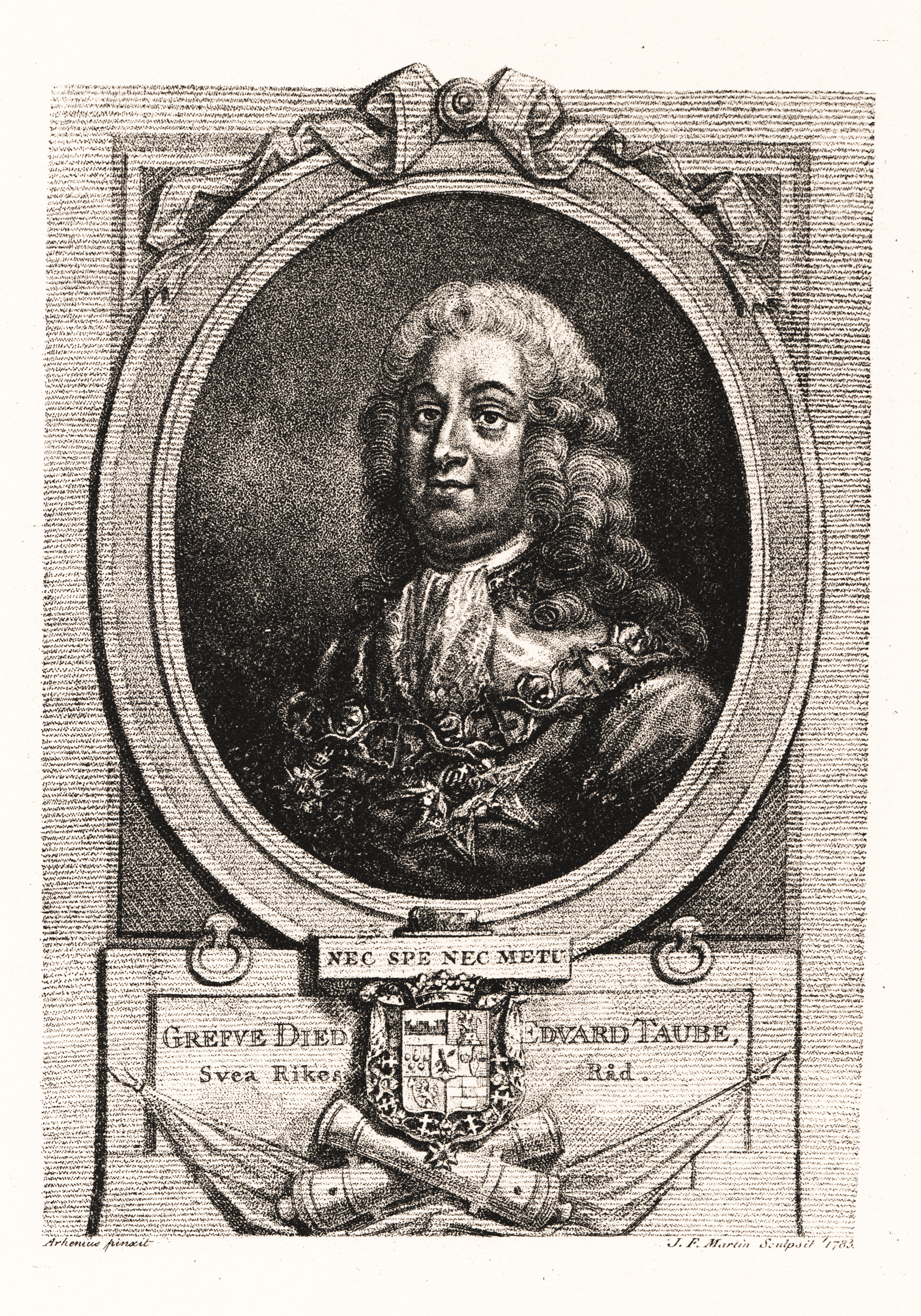
Eduard Diedrich Graf Taube von Odenkat (Kupferstich von Johan Fredrik Martin)

Königlicher Seraphinenorden (Mitte 18. Jahrhundert)

Eberhard Diedrich Graf Taube von Odenkat (auch Evert Didrik Taube af Odenkat; * 13. Dezember 1681 in Turinge, Schweden; † 1751 in Stockholm) war ein schwedischer Graf, Mitglied im schwedischen Reichsrat und Reichsadmiral. Er stammte aus dem baltisch-schwedischen Adelsgeschlecht der von Taube  auf Odenkat und war Ritter des Königlichen Seraphinordens.

## Werdegang
Bereits im jungen Alter trat er in die schwedische Marine ein. Er durchlief mehrere Ausbildungs- und Expeditionsfahrten und wurde 1715 Vizeadmiral. 1718 übernahm er das Kommando über das Stockholmer-Geschwader und wurde 1719 zum Admiral befördert. Seine nächste Funktion war von 1731 bis 1734 die Leitung der schwedischen Admiralität. 1737 wurde er in den schwedischen Reichsrat aufgenommen und zum Reichsadmiral (schwedisch:„öfverste amiral“) befördert. Am 12. Dezember 1734 erfolgte die Erhebung in den schwedischen Grafenstand. Von 1734 bis 1739 war er im Reichsrat tätig.

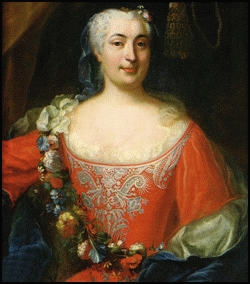
Hedwig Ulrike Taube von Odenkat (von Martin van Meytens)

## Familie
Er war der Sohn des schwedischen Admirals und Freiherren Eberhard Friedrich Taube von Odenkat  (1648–1703) und dessen Ehefrau Beate Elisabeth Wrangel von Adinal (um 1650–1680). Er heiratet 1710 Christina Maria Falkenberg (1685–1753) und hatte mit ihr neun Kinder. Sein erster Sohn Diedrich Heinrich Taube von Odenkat (1711–1781) wurde ebenfalls Admiral, sein zweiter Sohn Arvid Gustaf Taube von Odenkat, bei dem sich das gräfliche Haus Odenkat in männlicher Nachfolge fortsetzte, wurde am schwedischen Königshof Hofmarschall. Seine Tochter Hedwig Ulrike Taube von Odenkat  (1714–1744) ging als Mätresse des schwedischen Königs Friedrich von Schweden in die Geschichte ein. Seine Tochter Catherine Charlotte De la Gardie wurde bekannt für ihre Unterstützung der Pockenimpfung in Schweden und für die Beendigung des letzten Hexenprozesses in ihrem Land.